# Aspidoscelis laredoensis
Aspidoscelis laredoensis (ларедський батогохвіст) — вид ящірок родини теїдових (Teiidae). Мешкає в США і Мексиці.

## Поширення і екологія
Ларедські батогохвости мешкають в Техасі і Тамауліпасі, по обидва боки від Ріо-Гранде. Вони живуть серед чагарників, на пагорбах і в долинах річок. Ведуть денний спосіб життя, живляться комахами.